# Afronurus negi
Afronurus negi is een haft uit de familie Heptageniidae. De wetenschappelijke naam van de soort is voor het eerst geldig gepubliceerd in 1960 door Corbet.
De soort komt voor in het Afrotropisch gebied.